# Aya Kanno
Aya Kanno (菅野文, Kanno Aya), née le 30 janvier 1980 à Tōkyō, est une mangaka japonaise, auteur de shōjo manga. Elle est principalement connue pour être l'auteur de Otomen.

## Biographie
Après avoir été l'assistante de Masashi Asaki sur Psychometrer Eiji, elle débute en janvier 2001 sous son propre nom en publiant, dans le magazine de shôjo Hana to Yume, de la maison d'édition Hakusensha, sa première œuvre, Soul Rescue (ensuite récompensée, la même année, par le prix Athéna du meilleur shôjo par un nouvel auteur).
Elle reste ensuite, pour ses shôjo suivants, fidèle aux magazines de la maison Hakusensha : Hana to Yume, Hana to Yume Plus, ou encore Bessatsu Hana to Yume, qui publie son grand succès Otomen, bien que ce dernier ait également été le fer de lance, entre 2006 et 2012, de la refonte du magazine concurrent Betsuhana. Otomen connaît un grand succès, au point que le mot, inventé par Aya Kanno, est désormais entré dans le langage courant au Japon[réf. nécessaire]. 

## Œuvres
- 2001 - 2002 : Soul Rescue (ソウルレスキュー?)
- 2003 - 2004 : Kokoro ni Hana wo!! (ココロに花を!!?)
- 2003 - 2004 : Hokusõ Shinsengumi (北走新選組?)
- 2003 - 2005 : Corps et Âme (凍鉄の花, Kõtetsu no Hana?)
- 2005 - 2006 : L'Empreinte du mal (悪性 -アクサガ-, Akusaga?)
- 2006 - 2012 : Otomen (オトメン?)

- 2013 : Makoto no Kuni (誠のくに?)[1]
- 2013 - 2022 : Le Requiem du roi des roses (薔薇王の葬列, Bara-Ō no Sōretsu?)[2]